# Kawasaki GPZ 250
Die Kawasaki GPZ 250 war ein Motorrad, das Kawasaki Heavy Industries baute und von 1983 bis 1985 verkaufte. Es war das kleinste Modell der GPZ-Reihe und zielte auf die 17-PS-Klasse in Deutschland ab. Mit Cockpit-Verkleidung, rot/schwarzer Lackierung und Uni-Track Federung entsprach das Modell dem Erscheinungsbild der größeren Modelle der Reihe.
Das Modell war mit einem modifizierten und schwarz lackierten Motor der Z 250 A ausgerüstet. Er leistete 17 PS bei 8000/min, das Verdichtungsverhältnis war 10,1 : 1. Die kontaktgesteuerte Zündung des Vorgängermodells wich einer DFI-Zündung, das maximale Drehmoment betrug 16 Nm bei 7500/min. Der Rahmen wurde durch einen Doppelschleifen-Rohrrahmen ersetzt. Die Vorderradgabel arbeitete mit Luftunterstützung; das Federbein der Uni-Trak-Hinterradfederung war stufenlos verstellbar und bot einen Federweg von 160 mm.
Das Modell wurde mit Fünfspeichenrädern und einer geänderten Bremsanlage ausgerüstet, vorn mit einer Doppelscheibenbremse, hinten mit einer gestängebetätigten Trommelbremse. Die Reifen hatten die Maße 90/90-18 (vorne) und 110/80-18 (hinten). Die Antriebskraft wurde nicht mehr mit einer Kette, sondern mit einem Zahnriemen übertragen.
Für die 165 kg schwere Maschine war der kleine Motor recht schwach ausgelegt, er erwies sich jedoch als sehr zuverlässig. Das Modell kostete in Deutschland 4690 DM.
Das Nachfolgemodell war ab 1983 die Kawasaki GPZ 305.